# Rivière des Alcáçovas
Pour les articles homonymes, voir Alcáçovas (homonymie).
La rivière des Alcáçovas est un cours d'eau du Portugal, affluent en rive droite du Sado, dans l'Alentejo.

## Géographie
La rivière naît de la rencontre de deux petits cours d'eau, le ruisseau de São Brissos et le ruisseau de Valverde, qui confluent à quelques kilomètres à l'ouest de la ville d'Évora. Elle s'écoule en direction du sud-ouest puis de l'ouest et rejoint le Sado près d'Alcácer do Sal.
La rivière des Alcáçovas possède un affluent, la rivière de São Cristóvão.
Son bassin a une superficie de 734 km2.

## Toponymie
Le nom de la rivière des Alcáçovas vient de celui d'Alcáçovas, une localité voisine.

## Albufeira do Pego do Altar
Le barrage du Pego do Altar, bâti sur la rivière des Alcáçovas en 1949, a créé un lac artificiel de 790 hectares, l'albufeira do Pego do Altar. Ce plan d'eau très allongé est réputé pour la pratique de la pêche sportive.